# 滝川利雅
滝川 利雅（たきがわ としまさ）は、江戸時代前期の旗本嫡子。初名は利雄（としお）。通称は長五郎、主税（ちから）、官位は従五位下、信濃守。

## 生涯
寛永16年（1639年）、旗本で常陸国新治郡片野領主の滝川利貞（2000石）の長男として生まれた。母は旧片野藩主滝川正利の娘。承応元年（1652年）、初めて徳川家綱に御目見した。
寛文元年（1661年）、従五位下、信濃守に叙せられた。寛文3年（1663年）には4歳年少の同母弟利錦と5歳年少の同母弟具章が揃って召し出されて番入りしたが、利雅は無役の部屋住みのままだった。
寛文9年（1669年）、出羽庄内藩の前藩主酒井忠勝の娘・利与姫と結婚した。
延宝元年（1673年）、父に先立って死去した。享年35。次弟の利錦が代わって父の継嗣となった。

## 系譜
- 父：滝川利貞
- 母：滝川正利の娘
- 正室：酒井忠勝の娘[注釈 1]